# Икрима ибн Абу Джахль
Икри́ма ибн Абу́ Джахль (араб. عكرمة بن أبي جهل‎; 598, Мекка — не ранее 15 августа 636 и не позднее 20 августа 636, Ярмук) — один из сподвижников пророка Мухаммада. Будучи сыном Абу Джахля, Икрима был одним из главных противников пророка Мухаммеда в Мекке. После завоевания Мухаммадом Мекки в 630 г. Икрима принял ислам и стал одним из видных деятелей молодого мусульманского государства. Во время войн с вероотступниками Абу Бакр послал Икриму в Ямаму против лжепророка Мусайлимы. Умер в 636 году во время завоевания Сирии в битве при Ярмуке.

## Биография
Икрима был сыном Абу Джахля — непримиримого противника пророка Мухаммеда. В первые годы пророчества Мухаммада Икрима вместе с отцом оскорбляли и издевались над ним и мусульманами Мекки. После смерти Абу Джахля в битве при Бадре неприязнь Икримы приняла мстительный характер и он стал прилагать все усилия, чтобы навредить Мухаммаду и его последователям. 

## Завоевание  Мекки
В день завоевания Мекки Икрима собрал группу мекканцев и вступил в бой против войска Халида ибн аль-Валида, но был разбит. Несколько человек было убито, остальные, среди которых был и Икрима ибн Абу Джахль, убежали с поля боя. Вспоминая причинённые Пророку унижения и оскорбления, он направился в Йемен. Вслед за ним отправилась в путь его жена, Умму Хаким, которая хотела уговорить его вернуться в Мекку. После долгих поисков, она застала Икриму на берегу моря в области Тихама, договаривающегося с моряком, чтобы тот переправил его на другой берег. Подойдя к мужу, Умму Хаким сообщила, что пророк  Мухаммад пообещал ему безопасность. После долгих расспросов и уточнений он всё же согласился вернуться в Мекку.
Незадолго до прихода Икримы и его жены пророк Мухаммед обратился к людям со словами: «Через некоторое время к вам придёт Икрима ибн Абу Джахль верующим и совершившим переселение (хиджру). Не оскорбляйте его отца. Поистине, оскорбление умерших причиняет боль живым, но не доходит до покинувших сей мир». Через некоторое время прибыли Икрима и Умму Хаким. Пророк Мухаммед сидел в кругу сподвижников и, завидев же издалека Икриму, вскочил от радости и устремился ему навстречу, сказав: «Приветствую того, кто совершил хиджру!». Икрима воскликнул: «Нет бога, кроме Аллаха, и ты — Посланник Его!» Затем Икрима произнёс: «Я причинил столько боли и зла. Помолись за меня, попроси у Аллаха прощения для меня!» Пророк Мухаммад, воздев руки, взмолился: «О Всевышний, прости Икриме ту неприязнь и вражду, что он испытывал ко мне и к Исламу! Прости ему все пути, что он прошёл, пытаясь потушить Твой свет! Прости ему все оскорбления, что сошли с его уст!» Икрима  заплакал и воскликнул: «О Посланник Аллаха, клянусь Всевышним, сколько сил и имущества я потратил во вред Исламу — так теперь в два раза больше я потрачу на пути его распространения!».

## Битва при Ярмуке
В битве при Ярмуке мусульманам противостояли войска византийского императора Ираклия, возглавляемые Маханом. Бои были очень тяжёлые и несколько раз под натиском врага мусульманам приходилось отступать. В какой-то момент Икрима слез с коня и попытался ворваться в стан вражеских рядов. Халид ибн аль-Валид, увидев это, окликнул его и попросил не делать этого. Икрима воскликнул: «Оставь меня, Халид! Ты сражался рядом с Пророком и сделал многое на пути распространения Ислама. Я же и мой отец больше всех причинили боли Посланнику Аллаха. Дай же мне возможность искупить прошлое!» Потом Икрима воскликнул: «Как я могу отступить, когда столько раз сражался против Пророка? Нет, этому не бывать!». После этого он воззвал к воинам: «Кто даст присягу на смерть?» В окружении примерно четырёхсот воинов Икрима ибн Абу Джахль ворвался в ряды византийцев. Раненного Икриму принесли в шатёр. Увидев смертельные раны своего мужа, Умму Хаким заплакала, на что Икрима промолвил: «Не плачь. Не увидев победы, я не умру». Через некоторое время стало известно о победе мусульман и на последнем издыхании из уст Икримы сошли слова: «О Аллах, дай мне уйти из этой жизни мусульманином и причисли меня к праведным!».